# Тіплер (Вісконсин)
Тіплер (англ. Tipler) — місто (англ. town) в США, в окрузі Флоренс штату Вісконсин. Населення — 160 осіб (2020).

## Демографія
Згідно з переписом 2010 року, у місті мешкали 142 особи в 68 домогосподарствах у складі 42 родин. Було 358 помешкань
Расовий склад населення:
| - 97,9 % — білих - 2,1 % — корінних американців |

До двох чи більше рас належало 0,0 %. Частка іспаномовних становила 0,0 % від усіх жителів.
За віковим діапазоном населення розподілялося таким чином: 9,9 % — особи молодші 18 років, 54,9 % — особи у віці 18—64 років, 35,2 % — особи у віці 65 років та старші. Медіана віку мешканця становила 55,8 року. На 100 осіб жіночої статі у місті припадало 105,8 чоловіків;  на 100 жінок у віці від 18 років та старших — 116,9 чоловіків також старших 18 років.
Середній дохід на одне домашнє господарство  становив 36 791 долар США (медіана — 27 969), а середній дохід на одну сім'ю — 76 421 долар (медіана — 40 000). За межею бідності перебувало 20,3 % осіб, у тому числі 0,0 % дітей у віці до 18 років та 22,7 % осіб у віці 65 років та старших.
Цивільне працевлаштоване населення становило 23 особи. Основні галузі зайнятості: будівництво — 34,8 %, транспорт — 21,7 %, освіта, охорона здоров'я та соціальна допомога — 13,0 %, роздрібна торгівля — 8,7 %.